# マルコ・アウレリオ・ドス・サントス
マルキーニョ（Marquinho）ことマルコ・アウレリオ・ドス・サントス（Marco Aurélio dos Santos、1974年10月7日 - ）は、ブラジルの元フットサル選手。ポジションはアラ・ピヴォ。

## 経歴
ブラジル国内でプレーした後、2000年にスペインのインテル・モビスターに移籍。インテルではプリメーラ・ディビシオン、コパ・デ・エスパーニャ、UEFAフットサルカップなど多数のタイトルを獲得。
2008年に開催されたFIFAフットサルワールドカップでは、ブラジル代表の中心選手として優勝に貢献した。
2011年4月、日本のFリーグに所属する名古屋オーシャンズと契約。2012年3月に現役引退を発表。

## 所属クラブ
- 1996-1998  カルロス・バルボーザ
- 1999  ウーブラ
- 2000  ヴァスコ・ダ・ガマ
- 2000  カルロス・バルボーザ
- 2001-2011  インテル・モビスター
- 2011-2012  名古屋オーシャンズ